# Spanien och eurosamarbetet

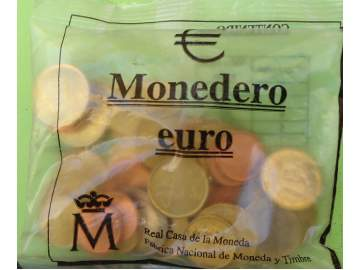
Spanskt "Euro starter kit"

Spanien har euron som valuta sedan den 1 januari 1999. Euron är Europeiska unionens officiella valuta, som används i många av Europeiska unionens medlemsstater och ett antal andra stater utanför unionen. De länder som använder euron kallas gemensamt för euroområdet. De lägre valörerna av euron utgörs av mynt, medan de högre valörerna utgörs av sedlar. Euromynten har en gemensam europeisk sida som visar värdet på myntet och en nationell sida som visar en symbol vald av den medlemsstat där myntet präglades. Varje medlemsstat har således en eller flera symboler som är unika för just det landet.
För bilder av den gemensamma sidan och en detaljerad beskrivning av mynten, se artikeln om euromynt.
De spanska euromynten präglas av tre olika designer. De lägsta valörerna, 1-, 2- och 5-centmynten, är designade av Garcilaso Rollán och präglas av en bild på byggnaden i Santiago de Compostela. 10-, 20- och 50-centmynten är designade av Begoña Castellanos och präglas av en bild på Miguel de Cervantes medan de högsta valörerna, 1- och 2-euromynten, är designade av Luis José Diaz och präglas av ett porträtt av kungen av Spanien. Tydligast känns spanska mynt igen på nationsnamnet ESPAÑA. Samtliga spanska mynt präglas enligt euromyntens gemensamma regler dessutom med EU:s tolv stjärnor samt det årtal då varje mynt är präglat. År 2010 gjordes mindre ändringar för att passa uppdaterade regler för euromynt. År 2015 byttes porträttet av kung kung Juan Carlos ut mot ett föreställande den nye kungen Felipe.
Spaniens gamla valuta, spansk peseta, kan växlas in hos landets centralbank på obegränsad tid.
Spanien har präglat tre serier mynt och fyra versioner av 2-euro jubileumsmynt.